# Azione del 10 luglio 1651
Questa battaglia fu combattuta il 10 luglio 1651, con alcuni combattimenti minori l'8 luglio, a sud di Nasso nell'arcipelago greco, tra forze navali veneziane e ottomane composte da velieri e galee. Fu una vittoria veneziana.

## Antefatto
Alvise Mocenigo comandante della flotta veneziana, salpò da Cerigo per l'Eubea alla fine di giugno 1651. La squadra era composta da ventotto velieri (comandati da Luca Francesco Barbarigo, con Dolfin e Girolamo Battaglia), sei galeazze (Francesco Morosini) e ventiquattro galee (Mocenigo, con Molin). Il 2 luglio apprese che la flotta turca, al comando del capitan pascià Hüsambeyzade Ali Pascià, aveva lasciato Chio per Patmo il 29 giugno, così fece rotta a sud verso Santorini, sperando di intercettarla prima che raggiungesse Creta. Arrivò il 5 luglio, e il 7 luglio la flotta turca apparve da est, navigando a sud di Santorini, ma virò a nord quando avvistò alcuni sbandati veneziani, che Mocenigo cercò di supportare. Diciannove velieri sotto Battaglia formarono una linea d'attacco, ma l'oscurità impedì qualsiasi azione quel giorno.

## La battaglia
L'8 luglio, i veneziani erano un po' dispersi, con cinque velieri, sotto Battaglia, vicino ai turchi. Era senza appoggio contro di loro, fino a quando Barbarigo con sei velieri ingaggiò le navi a remi turche. I turchi si ritirarono a nord, trainando alcuni dei loro velieri, verso il canale tra Nasso e Paro.
Il 9 luglio, i veneziani erano più sparpagliati, con un solo veliero a sostegno delle loro galee, e Mocenigo dovette unirsi al resto. I turchi erano a nord, tra Paro e Nasso.
Il 10 luglio, due galee, sotto Tommaso e Lazzaro Mocenigo, ruppero la formazione e attaccarono alcune galee turche che si stavano ancora rifornendo d'acqua a Paro. Finirono per combattere contro lo stesso capitan pascià, con sei galeazze e alcune galee, e Tommaso fu ucciso nello scontro. Francesco Morosini arrivò con le galee veneziane, e più tardi si unirono la destra e il centro veneziani e le galee turche fuggirono, lasciando i loro velieri senza appoggio. Questi fuggirono a nord o a est di Nasso, ma furono sopraffatti dalle navi a remi veneziane, che li catturarono, li costrinsero a terra o li bruciarono. I turchi persero dieci o undici velieri e una galeazza catturati, e cinque (velieri?) bruciati, oltre a 965 prigionieri. In seguito, Mocenigo salpò per Candia, e i turchi per Rodi.

## Navi coinvolte
Molte delle navi veneziane furono noleggiate da armatori olandesi o inglesi.

### Venezia (Alvise Mocenigo)
- 28 velieri[7]

- - Leoncorno Bianco
  - Giovanni Battista
  - Aquila Negra
  - Giovanni Battista
  - Arma di Venezia
  - Profeta Daniel
  - San Giobbe
  - San Zorzi (Giorgio)
  - Maria Elizabeta
  - Principe piccolo
  - Margarita
  - San Pietro
  - San Zorzi
  - Madonna della Vigna
  - Aquila d'Oro
  - Dragon
  - Sacrificio d'Abram
  - Difesa
  - Rotta Fortuna
  - Croce d'Oro
  - Damian
  - Tomaso Francesco
  - Fregata Grimani
  - San Marco grande
  - San Marco piccolo
  - Beneditione
  - Profeta Samuel

- 6 galeazze
- 24 galee

### Impero ottomano (Hüsambeyzade Ali Pascià)
- 55 velieri – 10 o 11 catturati
- 6 galeazze – 1 catturata
- 53 galee